# Wressle Castle
Wressle Castle är ett slott i Storbritannien.   Det ligger i grevskapet East Riding of Yorkshire och riksdelen England, i den centrala delen av landet, 260 km norr om huvudstaden London. Wressle Castle ligger 7 meter över havet.
Terrängen runt Wressle Castle är mycket platt. Runt Wressle Castle är det ganska tätbefolkat, med 139 invånare per kvadratkilometer. Närmaste större samhälle är Goole, 8,7 km söder om Wressle Castle. Trakten runt Wressle Castle består till största delen av jordbruksmark.